# Ptilinopus mangoliensis
Ptilinopus mangoliensis là một loài chim trong họ Columbidae.